# (Something Inside) So Strong
(Something Inside) So Strong est une chanson de musique écrite et interprétée par l'auteur-compositeur-interprète anglais Labi Siffre, sortie en 1987.
Choqué par le visionnage en 1985 d'un documentaire montrant un soldat blanc ouvrant le feu sur des enfants noirs en Afrique du Sud, il écrit cette chanson pour soutenir ce peuple dans son combat pour l'égalité de droits.
Cette chanson anti-Apartheid atteint le #4 des UK Singles Chart, le plus haut classement de la carrière de l'artiste. Ceci obligea l'auteur de sortir à nouveau de l'anonymat. Cette chanson fut reprise par de nombreux artistes (Kenny Rogers, Odetta, Marcia Griffiths, Vanessa Bell Armstrong, Michael Ball, …) 